# 龍城區域
龍城區域（朝鲜语：／ Ryongsŏng guyŏk */?）是朝鮮民主主義人民共和國首都平壤直轄市的一個區域，位於直轄市北部，北界平安南道。合掌江縱貫全區域。2008年人口195,891人。下分15洞。龙城官邸位于此地。